# Combat du siècle
Pour le combat de boxe entre Jack Dempsey et Georges Carpentier également appelé « Combat du siècle », voir Jack Dempsey contre Georges Carpentier.
Résultat
Le Combat du siècle est le nom donné au premier des trois matchs de boxe entre le champion Joe Frazier et le challenger  Mohamed Ali qui s'est tenu le 8 mars 1971 au Madison Square Garden de New York.

## Avant-match
Le combat en lui-même devient une sorte de symbole du pays. En effet, Ali (qui avait dénoncé la guerre du Viêt Nam) refuse de servir dans l'armée américaine en 1967, ce qui le conduit à être déchu de son titre et à la perte de sa licence de boxe. Ali devient donc un symbole du contre-pouvoir, tandis que Frazier en devient le symbole opposé (dans son autobiographie, Frazier déclare qu'il n'a pas combattu durant la guerre parce qu'il était père, mais qu'il aurait aimé combattre s'il avait été convoqué parce que son pays avait été si bon envers lui).

## Présentation
Beaucoup de fans de boxe font valoir que la vitesse d'Ali et son habileté aveugleront Frazier, tandis que d'autres pensent que la puissance des coups de Frazier alliée à une longue absence de Mohamed Ali des rings donne un avantage considérable à Frazier.
Le soir du match, de nombreuses personnalités sont présentes : Norman Mailer, Diana Ross, Sammy Davis Jr, Woody Allen, l'ancien vice-président américain Hubert Humfrey... Frank Sinatra se convertit photographe d'un soir pour le magazine Life, tandis que LeRoy Neiman peint Ali et Frazier alors qu'ils combattent. Burt Lancaster est commentateur pour la télévision, (embauché par son ami et promoteur du combat Jerry Perenchio, c'est pour lui une première). Don Dunphy et le champion de boxe Archie Moore sont également aux commentaires.

## Déroulement
Le combat va au bout des 15 rounds réglementaires. Ali domine les trois premiers, puis Frazier se montre supérieur. Frappant Ali de son coup favori, le crochet du gauche, qu'il lui assène plusieurs fois, Frazier le pousse contre les cordes pour frapper au corps à corps. Au sixième round, Ali est visiblement fatigué, et bien que de nombreux échanges de coups aient lieu, il ne parvient pas à tenir le rythme qu'il avait imposé dans le premier tiers du combat. Cependant, la lutte reste rude et à la fin du onzième round, Frazier frappe Ali, acculé dans un angle, avec un crochet du gauche qui le fait tomber dans les cordes. Au début du quinzième round, Frazier surprend encore Ali d'un crochet du gauche et l'envoie au tapis, (c'est la troisième fois de sa carrière). Ali, compté par l'arbitre se relève rapidement — le décompte est allé jusqu'à 4 — et Ali, la mâchoire enflée côté droit, reprend le combat. Il réussit à rester sur ses pieds jusqu'à la fin du match, malgré plusieurs coups terribles de Frazier. Quelques minutes plus tard, les juges rendent leur verdict : Frazier conserve le titre après une décision unanime, apportant à Ali sa première défaite professionnelle.
Après le combat, les deux hommes passent du temps en convalescence dans un hôpital. Des rumeurs circulent allant jusqu'à annoncer la mort de Frazier. Ayant entendu les rumeurs, Ali promit de se retirer de la boxe si elles s'étaient avérées.

## Autour du combat
Ce fut la défaite la plus probante d'Ali. Il ne disputera pas un autre combat pour un championnat du monde avant le 30 octobre 1974, soit trois ans et demi plus tard. Entre-temps, il entreprend une longue série de combats, avec notamment une seconde défaite, cette fois contre Ken Norton, avant de l'emporter dans des matchs revanches contre Norton, puis Frazier ; des victoires qui feront de lui le challenger contre le champion d'alors George Foreman.
Avec Frazier, la seule autre fois qu'Ali perdra un combat en tant que challenger sera contre Larry Holmes, quand Ali, alors âgé de 38 ans, jettera l'éponge après le dixième round.
Après ce premier affrontement, Ali et Frazier se combattront à nouveau à deux reprises :
- Le 28 janvier 1974 au Madison Square Garden.
- Le 1er octobre 1975 à Manille (« Thrilla in Manila »).

Ali emporte aux points le combat revanche et gagne la belle sur l'abandon de Frazier qui ne se lève pas à l'appel de la 15e et dernière reprise.

## Dans la fiction
- Combat du siècle (Le), scénario : Loulou Dédola - dessin et couleur : Luca Ferrara, Éditions Gallimard, Futuropolis, parue en 2021,  (ISBN 978-2-7548-2541-2)